# Oxytropis ervicarpa
Oxytropis ervicarpa är en ärtväxtart som beskrevs av Aleksei Ivanovich Vvedensky och Filim. Oxytropis ervicarpa ingår i släktet klovedlar, och familjen ärtväxter. Inga underarter finns listade i Catalogue of Life.